# واحد ۵۰۴
واحد ۵۰۴ (انگلیسی: Unit 504) یکی از واحدهای اطلاعات نظامی نیروهای دفاعی اسرائیل و زیرمجموعه آمان است که مسئول عملیات مخفی و پنهانی، ضداطلاعات، اطلاعات انسانی و ارزیابی اطلاعات است. نیروهای واحد ۵۰۴ همچنین در دفاع شخصی در شرایط اضطراری آموزش دیده‌اند. واحد ۵۰۴ در سال ۱۹۴۸ تأسیس شد.

## عملیات
مانند موساد، واحد ۵۰۴ عملیات مخفی و پنهانی انجام می‌دهد، اطلاعات نظامی جمع‌آوری می‌کند و عملیات ویژه را در خارج از مرزهای اسرائیل انجام می‌دهد.
این واحد همچنین مسئول بازجویی از زندانیان ارتش اسرائیل، چه اسرای جنگی و چه جنگجویان غیرقانونی است. واحد ۵۰۴ سایت‌های سیاه، از جمله اردوگاه ۱۳۹۱ را اداره می‌کند.

## تاریخچه
این واحد همزمان با ارتش اسرائیل در سال ۱۹۴۸، اندکی پس از اعلام منشور استقلال اسرائیل، تأسیس شد و در تمام جنگ‌ها و درگیری‌های این کشور شرکت داشته است. این یگان در آن زمان "مودیعین ۱۰" نامیده می‌شد. نام «مودیعین» (به عبری: מודיעין) از روستای کاهن اعظم متاتیاس گرفته شده است که به شعله‌ور شدن شورش مکابی کمک کرد. نام آن در سال ۱۹۵۷ به «واحد ۱۵۴» تغییر یافت و پس از جنگ شش روزه، پس از ادغام آن با واحد ۵۶۰ (که در آن زمان به بازجویی از زندانیان می‌پرداخت) نام آن به «واحد ۷۰۱۹» تغییر یافت و سرانجام پس از جنگ یوم کیپور نام فعلی خود یعنی «واحد ۵۰۴» را به دست آورد.
در سال ۲۰۱۹، این واحد در ترور بها ابو العطا، رهبر جهاد اسلامی فلسطین، دست داشت. در ژانویه ۲۰۲۰، یک افسر ارشد این واحد به دلیل استفاده از یک مأمور برای خرید ارده به عنوان هدیه برای مافوق‌های خود و تلاش برای لاپوشانی این ماجرا، به ۲۸ روز زندان محکوم شد و افسر دیگری نیز به دلیل استفاده از یک مأمور برای خرید ارده به عنوان هدیه برای مافوق‌های خود و تلاش برای لاپوشانی این ماجرا، تنزل درجه یافت. در ۲۰ نوامبر ۲۰۲۳، این واحد اعلام کرد که تاکنون پانصد فلسطینی را در جنگ غزه بازجویی کرده است. واحد ۵۰۴ در حمله به بترون در نوامبر ۲۰۲۴ شرکت داشت.